# Південне Тапті/ Середнє Тапті
Південне Тапті/ Середнє Тапті – індійські офшорні газові родовища, розробка яких велась за допомогою спільної інфраструктури. Відносяться до нафтогазоносного басейну Мумбаї.
Родовища відкрили у Камбейській затоці Аравійського моря унаслідок розвідувальної кампанії, яку в 1979 році розпочала самопідіймальна бурова установка «Sagar Samrat», що належала індійській державній Oil and Natural Gas Company (ONGC). При цьому розробку змогли організувати лише після залучення інвесторів, якими стали нафтогазовий гігант BP та індійська Reliance Industries Limited (RIL), що отримали по 30% участі (ще 40% залишилось у ONGC).
Вуглеводнів виявили у міоценовій пісковиковій формації Махім (припливно-відпливні та естуарійні відклади в умовах морського мілководдя). Материнські породи відносяться до сланцевої формації Панна, що сформувалась у палеоцені – еоцені. Для Південного Тапті поклади залягають на глибинах від 1807 до 1904 метрів нижче морського дна (за газоводяним або газосланцевим контактом), тоді як на Середньому Тапті вуглеводні виявили в інтервалі від 1650 до 2055 метрів.  Товщина насичених вуглеводнями пластів становить від 2,6 до 17,2 метра, а пористість коливається від 18% до 21,8%.
Станом на початок 2000-х років запаси проекту Тапті оцінювались у 31 млрд м3.
Глибина моря в районі родовищ становить від 8 до 38 метрів, тому облаштування промислу було можливо виконати за допомогою стаціонарних платформ. Видобуток почали у 1997 році на Південному Тапті, де створили центральний блок із сполучених містками платформи з обладнанням для підготовки TPP, платформи для розміщення фонтанних арматур STB та факельної вежі TFP (сукупна вага їх конструкцій – опорна основа, палі, надбудова та кондуктори – становила 3922, 1597 та 596 тон відповідно). Ще дві платформи для розміщення фонтанних арматур STA та STC (вага конструкцій 1582 та 1613 тон) під’єднали до TPP за допомогою трубопроводів завдовжки по 4,5 км з діаметрами 250 мм та 300 мм відповідно. 
У 2006 – 2007 роках в межах другого етапу проекту встановили платформу із компресорним обладнанням TCPP та дві платформи для  розміщення фонтанних арматур – STD на Південному Тапті та MTA на Середньому Тапті (вага конструкцій становила 7475, 2135 та 2182 тони відповідно). TCPP знаходиться у центральному блоці та сполучена містком з TPP, при цьому до неї прямує газопровід довжиною 21 км з діаметром 500 мм від MTA, тоді як STD підключили до TPP трубопроводом довжиною 9 км з діаметром 450 мм.
Для видачі продукції проклали дві перемички до системи Бассеін – Хазіра. Перша  завдовжки 70 км з діаметром 450 мм під’єднується до лінії BPA – Хазіра, тоді як друга довжиною 80 км та діаметром 500 мм передає ресурс до лінії BPB – Хазіра.
На піку видобутку з проекту Тапті отримували 12 млн м3 на добу. Втім, це досягнення було нетривалим і вже у 2008 році середньодобовий видобуток становив лише 1 млн м3. Після запуску компресорної платформи та додаткових платформ для фонтанних арматур видобуток у 2009-му піднявся до 4,2 млн м3. Втім, за наступні 5 років він знову впав до 0,8 млн м3, а станом на кінець 2015-го повністю припинився. 
Після завершення розробки інвестори передали Тапі у повне володіння ONGC, яка використала центральний процесинговий блок для прийому продукції з дрібних родовищ «Кластеру C-26». В той же час всі 5 платформ для розміщення фонтанних арматур будуть демонтовані коштом інвесторів, для чого у 2022-му законтрактували компанію Larsen & Toubro.